# هيلين كيسي
هيلين كيسي (بالإنجليزية: Helen Casey)‏ هي مجدفة بريطانية، ولدت في 6 فبراير 1974 في ستوكبورت في المملكة المتحدة.

## وصلات خارجية
- هيلين كيسي على موقع الاتحاد الدولي للتجديف (الإنجليزية)
- هيلين كيسي على موقع اللجنة الأولمبية الدولية (الإنجليزية)
- هيلين كيسي على موقع أوليمبيديا (الإنجليزية)
- هيلين كيسي على موقع اللجنة الأولمبية البريطانية (الإنجليزية)